# سرجیو واتا
سرجیو واتا (انگلیسی: Sergio Vatta; ۴ اکتبر ۱۹۳۷ – ۲۳ ژوئیهٔ ۲۰۲۰) بازیکن فوتبال اهل ایتالیا بود.